# Nave trasporto truppe

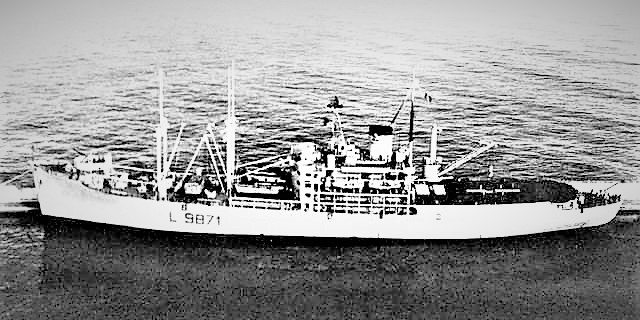
Una nave trasporto truppe, lAndrea Bafile attraccata in porto

Una nave trasporto truppe è una nave utilizzata per il trasporto di soldati, sia in tempo di pace sia durante una guerra.
Le navi trasporto truppe sono navi di normale tipologia (passeggeri o cargo) e, a differenza dei mezzi da sbarco, consentono di scaricare le truppe soltanto nei porti od in luoghi dotati di adeguate infrastrutture come moli di attracco con sufficiente pescaggio. Per consentire lo sbarco delle truppe dalle navi trasporto truppe direttamente su spiagge o luoghi naturali, possono essere utilizzati mezzi piccoli come chiatte, lance, motoscafi o, appunto, mezzi da sbarco.
Vi sono poi le navi d'assalto anfibio, variante delle navi trasporto truppe, che consistono in navi militari in grado di sbarcare soldati e relativi equipaggiamenti, mezzi e materiali direttamente in punti sprovvisti di attracchi (come appunto spiagge).
Il punto debole, a livello militare, riguarda la vulnerabilità alle artiglierie ed ai siluri, essendo navi prive di corazzatura, unitamente alla scarsa possibilità di difesa dovuta alla mancanza o scarsità di armi pesanti a bordo come cannoni o missili.

## Storia
Le navi trasporto truppe vennero utilizzate fin dall'antichità.
I Romani, per primi, utilizzarono una tipologia di piccola imbarcazione a vela e con movimento assicurato da vogatori, la Navis lusoria, per trasbordare le truppe sul Reno e sul Danubio.
In seguito, nel corso dei secoli, vennero utilizzate normali navi da trasporto a vela per spostare grandi quantità di soldati.
Le navi da trasporto truppe dei secoli XIX e XX sono state generalmente navi passeggeri, in quanto la disponibilità di unità apposite incorporate nelle marine militari è sempre stata molto esigua.
In Italia, uno degli esempi più famosi sono le due navi, il Piemonte ed il Lombardo, che trasportarono i Mille di Giuseppe Garibaldi nella celebre spedizione nell'Italia meridionale durante il Risorgimento.
Durante la Prima e la Seconda Guerra mondiale le navi trasporto truppe sono perlopiù consistite in navi passeggeri noleggiate o requisite dalle Marine Militari. In genere venivano utilizzati i transatlantici che garantivano grandi spazi interni, per trasportare un numero elevato di soldati, e buone velocità di crociera per potere sfuggire ad attacchi di navi militari e sottomarini nemici.
Le poche modifiche che venivano effettuate per adeguarle al nuovo utilizzo riguardavano gli arredi originali per i passeggeri, che molte volte venivano rimossi per aumentare la capienza della nave, e la verniciatura, che poteva essere modificata adottando una verniciatura mimetica o grigia per rendere le navi meno visibili. In rare occasioni le navi venivano armate per difesa con cannoni di piccolo calibro o, più frequentemente, mitragliere contraerei.
Per proteggere le navi trasporto truppe dagli attacchi nemici, in genere le navi compivano le traversate raggruppate in convogli protetti da navi militari.
In un unico caso, una nave trasporto truppe britannica durante la Prima Guerra mondiale, la RMS Olympic, nave gemella della RMS Titanic, speronò per difesa un sommergibile tedesco, l'U-Boat U-103, facendolo affondare.
In taluni casi, gli Stati fornivano finanziamenti alle compagnie di navigazione per commissionare nuove navi passeggeri che potevano essere convertite in navi trasporto truppe in caso di guerra. È il caso delle compagnie di navigazione britanniche Cunard Line e White Star Line per la costruzione delle navi RMS Mauretania, RMS Aquitania, RMS Olympic, HMHS Britannic.
In Italia vennero intensamente utilizzati come navi trasporto truppe i transatlantici della società Italia di Navigazione.
I transatlantici britannici RMS Queen Mary e la RMS Queen Elizabeth in occasione della Seconda Guerra mondiale vennero profondamente trasformati per assolvere all'utilizzo come navi trasporto truppe, arrivando ad avere una capienza di 10.000 militari cadauno.
Dagli anni 2000 il trasporto truppe viene eseguito quasi esclusivamente via aerea con aerei militari da trasporto, come il Lockheed C-130 Hercules, l'Alenia C-27J Spartan, il McDonnell Douglas C-17 Globemaster III o l'Antonov An-225 Mriya.

## Utilizzi recenti
All'epoca della Guerra Fredda, nel 1952, negli Stati Uniti venne costruita la nave passeggeri SS United States, progettata per essere trasformata in nave trasporto truppe in pochi giorni.
Nel 1982, durante la Guerra delle Falkland, la Royal Navy requisì la RMS Queen Elizabeth 2 e la SS Camberra per trasformarle ed utilizzarle come navi trasporto truppe per trasferire militari inglesi dall'Inghilterra alle Falkland sul teatro di guerra.
Attualmente (2012), la Marina Militare Italiana ha nella sua flotta alcune navi da trasporto che vengono utilizzate anche per trasporto truppe interforze e relativi materiali e mezzi.